# Bukovec (Pilzno)
Bukovec – część ustawowego miasta Pilzna, położona w jego w północno-wschodniej części. Leży na terenie gminy katastralnej Pilzno 4. Znajduje się tu mała elektrownia wodna.